# Vratare
Vratare (cyr. Вратаре) – wieś w Serbii, w okręgu rasińskim, w mieście Kruševac. W 2011 roku liczyła 419 mieszkańców.